# Улица Журналистов (Казань)
Улица Журналистов (тат. Журналистлар урамы, Jurnalistlar uramı) — улица в Советском районе Казани. 

## География
Начинаясь от улицы Губкина, пересекает улицы Пионерская, Каспийская, Беговая, Попова, 8 Марта, Арбузова, Халитова и заканчивается пересечением с Сибирским трактом. 

## История
Улица возникла в первой половине 1950-х годов под названием 3-я Продольная.
Улицы была застроена жилыми домам в 1950-х — 1960-х годах, домами в сталинском стиле в начале улицы (по чётной стороне) и хрущёвками в начале улицы по её нечётной стороне; часть улицы севернее улицы Арбузова находится в промзоне. 
Современное название было присвоено 15 октября 1960 года по ходатайству казанских журналистов, которые возвели в конце 50-х год один из первых пятиэтажных жилых домов по т.н. «горьковскому способу» и заселили его.
Во второй половине 1990-х – начале 2000-х годов значительная часть «сталинок» была снесена в рамках программы ликвидации ветхого жилья, на их месте были построены 9-10 этажные дома.
С момента образования входила в состав Советского района (до 1957 года Молотовский).

## Объекты
- № 1/16 — общежитие № 2 архтиектурно-строительного университета.[10]
- №№ 2, 4, 6, 8, 10, 12 — жилые дома стройтреста № 2.[11]
- № 15/21 — школа-интернат № 6.[12]
- № 24 — Государственный региональный центр стандартизации, метрологии и испытаний в Республике Татарстан.[13]
- № 28, 30, 32, 34, 36 — жилые дома Казанского отделения ГЖД.[11]
- № 38/12 — военный комиссариат Советского района.[14]
- № 50/3 — НПО «Радотехника».[15]
- № 54 — по этом адресу находился Казанский завод электроконструкций.[16]
- № 56 — по этом адресу находился асфальто-бетонный завод треста «Каздорстрой».[16]
- № 100 — вьетнамский рынок.[17]
- у пересечения с Сибирским трактом — трамвайное депо № 1.

## Транспорт
По улице ходит общественный транспорт, есть остановки «Журналистов», «ТК Советский», «Вещевой рынок», «Рынок стройматериалов», «Трамвайное депо № 1».

## Известные жители
На улице проживал заместитель министра сельского хозяйства ТАССР Маннаф Айтуганов (№ 7).